# Артимет
Артимет (арм. Արտիմետ) — село в Армавирской области Армении.

## География
Село расположено в восточной части марза, к югу от автодороги , к востоку от реки Касах, на расстоянии 23 километров к востоку от города Армавир, административного центра области. Абсолютная высота — 860 метров над уровнем моря.
Климат
Климат характеризуется как семиаридный (BSk в классификации климатов Кёппена). Среднегодовая температура воздуха составляет 12,1 °C. Средняя температура самого холодного месяца (января) составляет −2,9 °С, самого жаркого месяца (июля) — 25,5 °С. Расчётная многолетняя норма атмосферных осадков — 298 мм. Наибольшее количество осадков выпадает в мае (51 мм).

## Население
| Год переписи | Население          | Население          | Население          | Население            | Население            | Население            |
| Год переписи | Наличное население | Наличное население | Наличное население | Постоянное население | Постоянное население | Постоянное население |
| Год переписи | Всего              | Мужчины            | Женщины            | Всего                | Мужчины              | Женщины              |
| ------------ | ------------------ | ------------------ | ------------------ | -------------------- | -------------------- | -------------------- |
| 2001         | 1512               | 739                | 773                | 1638                 | 817                  | 821                  |
| 2011         | 1522               | 726                | 796                | 1704                 | 832                  | 872                  |